# Toussaint Catros
Toussaint-Yves Catros est un jardinier, pépiniériste et botaniste français, né le 20 mai 1757 à Saint-Brieuc et mort le 10 novembre 1836 à Bordeaux. Il s’illustre dans l’acclimatation d’arbres exotiques en Aquitaine et participe, aux côtés de Nicolas Brémontier, à la conception du dispositif végétal de fixation des dunes de la façade atlantique.
Il siège à partir de 1802 à l’Académie nationale des sciences, belles-lettres et arts de Bordeaux et à la Société nationale d’horticulture de France, et fonde en 1818 avec Jean-François Laterrade la Société linnéenne de Bordeaux.

## Biographie

### Les débuts, au service du roi Louis XVI
Toussaint-Yves Catros nait à Saint-Brieuc le 20 mai 1757. Il est le fils de Jeanne Cabaret et d’Yves Catros, horticulteur-pépiniériste comme d’ailleurs l’était son propre père. Il choisit d’embrasser la profession familiale. 
À l’âge de quinze ans, il commence à exercer au château de Coat-Couraval, pour le comte de La Noüe qui devient son protecteur. 
En 1776, il entre au service du prince de Conti, Louis-Joseph de Bourbon-Condé, pour lequel il participe à la réalisation du jardin anglo-chinois de Chantilly.
Vers 1780, on le retrouve jardinier-chef de la pépinière royale du Roule (un faubourg parisien aujourd’hui absorbé dans le 8e arrondissement) dirigée par l’abbé Nolin. Il travaille à cette époque à l’aménagement du Parc de Vincennes.
En 1785 il est nommé directeur des Pépinières royales de Guyenne à Bordeaux. Son mentor dans cette ville est François-de-Paul Latapie, professeur de botanique au jardin des plantes.

### Un pépiniériste de talent
Mais sa charge disparait vite, en 1792 dans la tourmente de la Révolution ; il s’installe alors à son compte et publie son catalogue destiné à la vente par correspondance, démarche novatrice à l’époque : 400 arbres, dont 231 fruitiers y figurent. L’année 1794 est celle de l’établissement de sa propre pépinière au lieu-dit Artigue, dans la paroisse Saint Martial à Bacalan. 

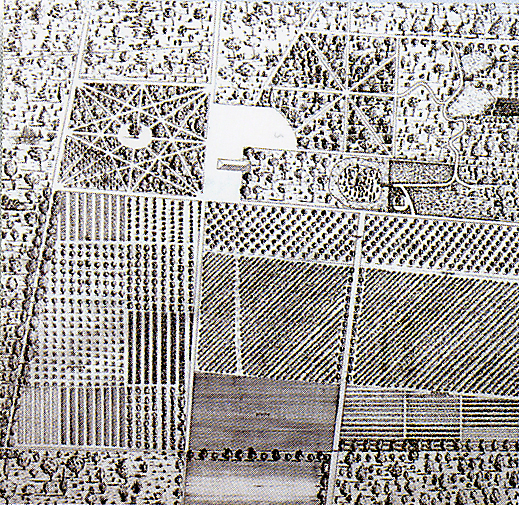
Plan de l'arboretum de Toussaint-Yves Catros au Haillan

En 1797 (le 17 prairial an V), il achète une propriété de 120 hectares, « couverte de ronces et de bruyères », le Domaine de Nouville (ou Nauville) au quartier du Haillan, alors rattaché à la commune d’Eysines. En son centre, autour de sa maison, il crée une pépinière d’une vingtaine d’hectares, creusant un réseau de canaux d’irrigation et de drainage.  
Réputé pour ses talents de paysagiste, il dirige l’aménagement de parcs de plusieurs châteaux de la région, comme le château La Fon à Saint Médard-en-Jalles ou le château Margaux dans le Médoc, alors propriété du marquis de La Colonilla : il y implante à l'est un jardin à l'anglaise avec des allées sinueuses et à l'ouest un bois qui s'organise autour d'une allée centrale et de sentes diagonales. L’ensemble est complété par un jardin ceint d'un mur, probable potager ou verger. 
À une variété de pêcher qu’il découvre sur la côte méditerranéenne, on donne le nom de « pêcher Catros » (Amygdalus pendula) : il se distingue par des branches pendantes comme celles d’un saule pleureur. 
Pressentant les qualités du terroir du village de Macau, alimenté par les alluvions de l’estuaire de la Gironde, il importe de sa Bretagne natale des artichauts de la variante « Camus » ; quelques étapes de sélection donnent naissance à une nouvelle spécialité locale : l’artichaut de Macau qui fait la fortune de générations de maraîchers locaux. 
Le 25 juin 1818, Catros est l’un des 24 passionnés de botanique (un pour chaque classe dans le système de Linné) qui fondent la Société linnéenne de Bordeaux et en confient la présidence à Jean-François Laterrade. À plusieurs reprises la société visite l’arboretum du Haillan où elle tient parfois ses séances. 

### L’acclimatation des espèces exotiques
Dans son domaine du Haillan, il ménage un espace pour son programme de recherche principal qui constituera son grand œuvre : les expériences d’acclimatation d’espèces exotiques. En relation avec des capitaines de navire commerçant avec l’Amérique du Nord, il s’en fait rapporter dans le port de Bordeaux de nombreux grains et plants d’arbres et d’arbustes. Il plante ainsi une collection unique de plantes et d’arbres, connue tout au long du XVIIIe siècle comme l’une des plus anciennes et des plus riches de France : plaqueminiers et tulipiers de Virginie, frênes d’Amérique du Nord, érables canadiens, sapin douglas, pin de Weymouth, catalpas, vernis de Chine et du Japon, cyprès chauves, sequoias, sassafras, chênes rouges, écarlate, des marais, etc.
Dans le sud-ouest de la France, il est le premier à introduire certaines espèces comme l’araucaria, le Magnolia grandiflora. D’un gland expédié par un correspondant de Baltimore, Catros fait croître et prospérer un chêne à feuilles de saule (Quercus phellos) duquel descendent tous les spécimens qu’on trouve dans la région. De même, il isole d’un lot de graines en provenance d’Amérique un acacia à fleurs rosées (Robinia intermedia), dérivé à floraison plus tardive du Robinia pseudo-acacia, qu’il commercialise et répand autour de Bordeaux. 
Il surprend ses contemporains par l’ampleur de ses cultures sur un sol réputé peu fertile. Pour ces travaux, l’Académie de Bordeaux lui décerne une récompense en 1822.

### Le «Commissaire des dunes»
Ayant ainsi acquis des connaissances empiriques sur la résistance des végétaux au stress hydrique, ayant testé différentes méthodes d’acclimatation des exotiques au biotope régional si particulier, Toussaint-Yves Catros est un des premiers à préconiser les semis de pins pour fixer les dunes. Sa pépinière fournit en jeunes plants d’arbres les ingénieurs des Ponts & Chaussée qui recherchent des espèces susceptibles de contribuer à drainer les landes marécageuses ou à fixer par leur système racinaire les étendues mouvantes de sable. Brémontier le fait nommer à la Commission pour l’ensemencement des dunes du golfe de Gascogne, qui réunit cinq membres, et en fait son collaborateur le plus proche. 
Les deux hommes se lient d’amitié, et quand Brémontier séjourne à Paris, il lui délègue la gestion de sa propriété girondine. En 1809, c’est Catros qui reçoit le dernier soupir de Brémontier, qui en avait fait son exécuteur testamentaire.
En 1826, le baron d’Haussez, alors préfet de la Gironde, déclare en visitant sa propriété du Haillan : « En voyant cette verdure et ces produits, ne peut-on pas affirmer que le problème du défrichement des landes est résolu par le fait ? ». Le paysage actuel des Landes de Gascogne, dont la pinède constitue la plus grande forêt de France, est ainsi marqué de son empreinte.

### Retraite et fin de vie
Devenu âgé, Catros quitte le Haillan pour s’établir dans le quartier de Tivoli à Bordeaux, au Domaine de l’Oiseau acquis en 1810. Il y décède le 10 novembre 1836 à l’âge de 73 ans. 
Resté célibataire et sans enfant, il lègue ses domaines et commerces à son neveu Jean Gérand, né le 15 mars 1796 de sa sœur Anne-Jeanne et de Jean-Louis Gérand — son associé depuis 1795, lui-même réputé issu d’une famille de jardiniers remontant au XVIIe siècle.

## Postérité
- Les pépinières Catros-Gérand sont en 2017 toujours dirigées par des descendants de Toussaint-Yves Catros : implantées de 1840 à 1929[19] allées de Tourny en plein centre de Bordeaux[6], c’est désormais à Carbon-Blanc qu’elles produisent et distribuent des semences sous la marque « Les Doigts verts »[20].
- Deux rues de Bordeaux tracées sur une de ses anciennes propriétés, acquise en 1785 rue Laseppe, portent désormais les noms de rue Catros et rue Catros-Gérand. Sur la commune du Haillan, la route qui longeait l’arboretum a été baptisée rue Toussaint-Catros.
- Le blason de la ville de Macau arbore un artichaut (également sujet d’une sculpture ornant un rond-point de la ville[21]), en hommage à l’artichaut de Macau, variante importée de Bretagne par Catros.
- Prestigieux tout au long du XVIIIe siècle, l’arboretum du Haillan est encore l’un des trois premiers de France en 1910[4]. Puis au milieu du siècle, il subit des destructions successives, coupes sauvages, pillages : pour des raisons mercantiles et sans doute par ignorance, la plupart des spécimens sont abattus. Depuis 1963, le domaine est enclos dans les enceintes des industries aéronautiques et spatiales de la région (Sud-Aviation et la Société européenne de propulsion, aujourd'hui Thales Avionics, Safran Ceramics et ArianeGroup), ce qui, paradoxalement peut-être, a permis d’en préserver les restes et de laisser prospérer les rejets des arbres originels. Un classement approprié au PLU 2017 de la commune du Haillan consolide cette volonté de préservation.

### Autres sources
- Toussaint Yves Catros, un jardinier-pépiniériste bordelais impliqué dans l'aménagement. Figures d'Aquitaine de la célébrité à l'oubli, Jean-Pierre Augustin, Jean-Pierre Bériac, 2014, CTHS-PUB, p. 179-188.
- Grandeur et décadence des collections dendrologiques de Geneste et de Catros dans la région bordelaise, Jean Timbal
- Jean-François Larché, « Toussaint-Yves Catros, pépiniériste et introducteur de talent sous la Révolution et l’Empire », Revue forestière française, vol. LXXI,‎ 2019, p. 177-187 (lire en ligne, consulté le 9 septembre 2020)